# Куслокки
Куслокки — озеро на территории Лендерского сельского поселения Муезерского района Республики Карелия.

## Общие сведения
Площадь озера — 2,4 км², площадь бассейна — 39,3 км². Располагается на высоте 200.1 метров над уровнем моря.
Форма озера треугольная. Берега озера каменисто-песчаные, возвышенные.
В юго-западную оконечность озера впадает безымянная река, текущая из озёр Корби и Киви.
С юго-восточной стороны озера вытекает короткая протока, втекающая в реку Шаверка, которая, в свою очередь, втекает в реку Хаапайоки.
В озере расположены пять некрупных островов, не имеющих названия.
Код водного объекта в государственном водном реестре — 01050000111102000011295.